# Controversy Sells
Controversy Sells – drugi i jednocześnie ostatni album duetu raperów Paulla Walla & Chamillionaire’a. Album pierwotnie miał być wydany w 2003 roku.

## Lista utworów
1. „Intro"
2. „Clap"
3. „Still N Luv Wit My Money” (feat. 50/50 Twin)
4. „Here I Am"
5. „I Got Game"
6. „True” (feat. Lil’ Flip)
7. „Respect My Grind"
8. „Lawyer Fees"
9. „Can't Give U Da World” (feat. 50/50 Twin & Lew Hawk)
10. „What Would U Do” (feat. Monetana)
11. „Back Up Plan” (feat. Devin the Dude)
12. „She Gangsta"
13. „House of Pain” (feat. Yung Ro)
14. „True (Remix)” (feat. 50/50 Twin & Lew Hawk)
15. „Outro” (feat. Big Cat)